# 维姆航空
维姆航空（英語：VIM Airlines）是一家俄罗斯航空公司，总部设在首都莫斯科。主要经营范围是国际班机和包机业务，包含客运与货运，以莫斯科多莫捷多沃国际机场为枢纽机场。此外，维姆航空也提供飞机湿租业务。